# Фабіу Вієйра
Фабіу Даніел Феррейра Вієйра (порт. Fábio Daniel Ferreira Vieira, нар. 30 травня 2000, Санта-Марія-да-Фейра, Португалія) — португальський футболіст, півзахисник клубу «Арсенал».

## Клубна кар'єра
Вихованець «Порту». У сезоні 2018/19 Вієйра в складі команди до 19 років виграв Юнацьку лігу УЄФА, забивши гол у фіналі проти «Челсі» 29 квітня.
24 лютого 2019 року дебютував у складі резервної команди «Порту Б» в матчі Ліги Про, другого дивізіону чемпіонату Португалії проти «Ароуки» (0:1).
10 червня 2020 року дебютував в основному складі «Порту» в матчі португальської Прімейра-ліги проти «Марітіму», замінивши Мусу Марега на 72-й хвилині. Загалом до кінця сезону 2019/20 він зіграв у команді 8 ігор і став з клубом чемпіоном Португалії. Також того року він виграв з командою Кубок і Суперкубок Португалії, але у тих турнірах на поле не виходив.

## Кар'єра в збірній
Вієйра виступав за збірні Португалії до 18, до 19, до 20 і до 21 років. У складі збірної Португалії до 19 років посів друге місце на чемпіонаті Європи 2019 року у Вірменії, а також був включений в символічну «команду турніру». Згодом з молодіжною командою поїхав на молодіжний чемпіонат Європи 2021 року в Угорщині та Словенії, де в матчі проти Хорватії відзначився голом.

## Досягнення
- Переможець Юнацької ліги УЄФА (1):

«Порту»: 2018-19
- Чемпіон Португалії (2):

«Порту»: 2019-20, 2021-22
- Володар Суперкубка Португалії (1):

«Порту»: 2020
- Володар Кубка Португалії (2):

«Порту»: 2019-20, 2021-22
- Володар Суперкубка Англії (1):

«Арсенал»: 2023